# Héros (vascello)
Lo Héros era un vascello di linea francese da 118 cannoni appartenente alla classe Commerce de Marseille, non completato

## Storia

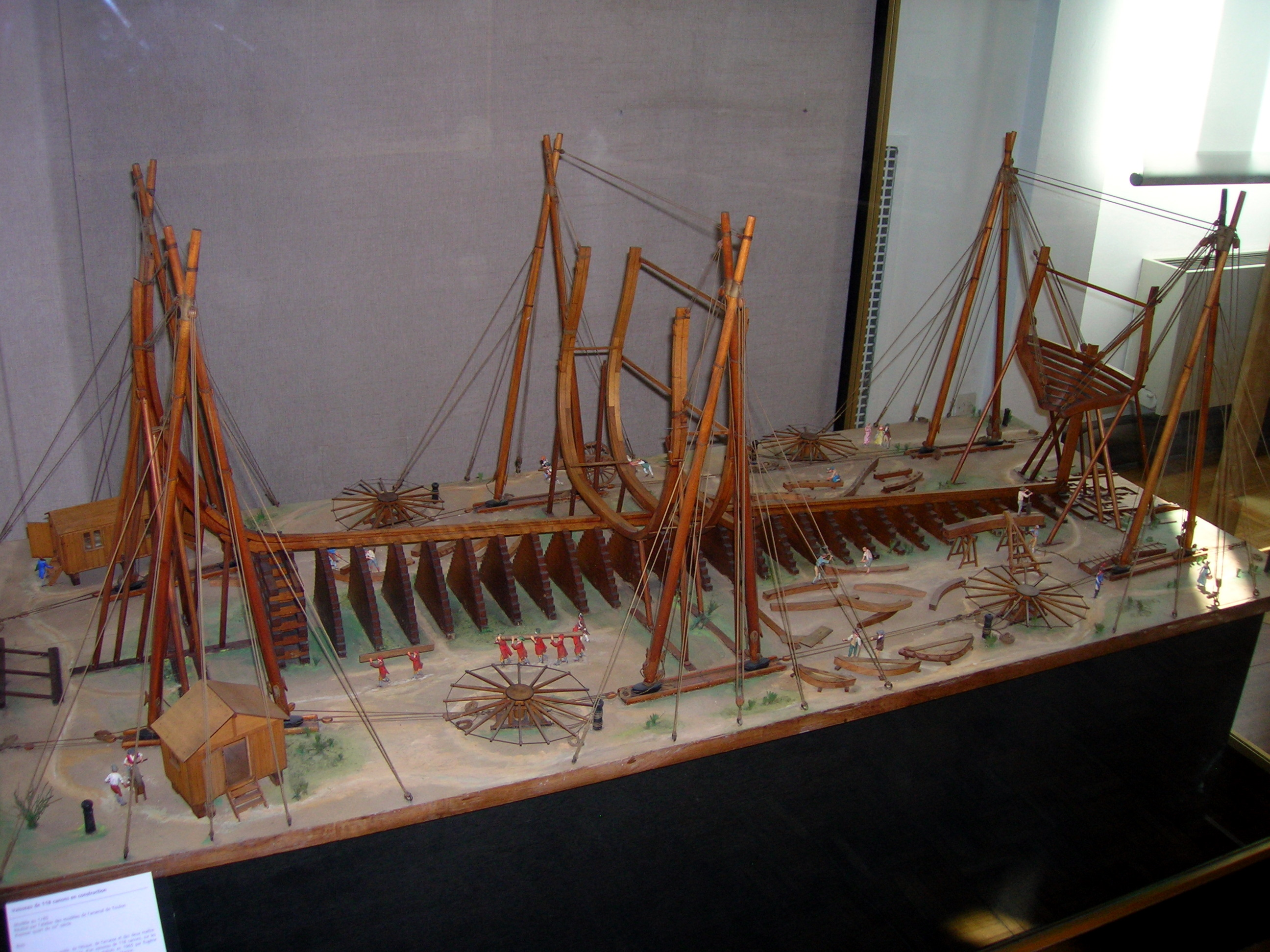
Modello in scala 1/40 di una nave da 118 cannoni della classe Océan in costruzione.

Il vascello da 118 cannoni Héros, appartenente alla Classe Commerce de Marseille progettata dall'ingegnere Jacques Noël Sané, fu impostato presso l'arsenale di Tolone nell'aprile 1812. La costruzione procedette normalmente sotto la direzione del costruttore Antoine Arnoud, e la nave fu varata il 15 agosto 1813. Dopo la caduta di Napoleone Bonaparte, avvenuta l'11 aprile 1814, e la seguente restaurazione della monarchia, già il 23 aprile furono radiate 10 navi di linea; 3 destinate demolizione, 7 a fungere da prigioni galleggianti, magazzino o guardiaporto. Delle 19 navi in costruzione, 8 sono successivamente varate; e delle rimanenti 11, il Roi de Rome fu smantellato nel giugno 1816 perché il suo scafo, la cui costruzione non era molto avanzata, stava marcendo presso il cantiere navale.  Lo Héros già disarmato nel 1816, fu mantenuto in riserva sino al 10 marzo 1828 quando fu demolito senza mai essere entrato ufficialmente in servizio.

### Fonti
1. ↑  Roche 2005, p. 243.
2. ↑  Three Decks.
3. 1 2 3 4 5 6  Troisponts.